# Malagigi
Malagigi (in antico francese Maugis o Maugris, noto in italiano anche come Malagise o Malagigio) è un personaggio della Materia di Francia, cugino di Rinaldo e figlio di Buovo e Lucietta d'Aigremont.

## Il personaggio
È uno degli eroi della chanson de geste (ciclo carolingio) e dei romanzi cavallereschi; appare anche nel Morgante di Pulci, nell'Orlando innamorato di Boiardo e nell'Orlando Furioso di Ariosto. Viene presentato con un carattere allegro e scanzonato.
Ancora in fasce viene rapito da una schiava, la quale poi, mentre si riposa sotto un biancospino, finisce divorata da un leone e un leopardo, che infine si uccidono reciprocamente per contendersi il bambino. Il piccolo allora comincia a piangere forte e viene udito dalla fata Oriande, che ha la propria dimora a Rosefleur: ella lo alleva e gli insegna le arti magiche, in modo da fare di lui un grande stregone. Con la magia Malagigi aiuterà i paladini di Carlo Magno, salvando loro spesso la vita. Egli è l'unico a non innamorarsi di Angelica: grazie all'evocazione demoniaca viene a sapere che ella è arrivata alla corte carolingia per seminare la discordia.
Si innamora di Eraclina, figlia del re Tirendo, e la sposa.
Possiede un libretto con incantesimi da cui escono demoni che rispondono solo al padrone del libro, che non è per forza Malagigi (come vediamo con Angelica nell'Orlando innamorato).

## Fonti
- Knyght.org - sito sui cavalieri.